# Uraeotyphlus oxyurus
Espèce
Synonymes
- Caecilia oxyura Duméril & Bibron, 1841

Statut de conservation UICN

 DD  : Données insuffisantes
Uraeotyphlus oxyurus est une espèce de gymnophiones de la famille des Ichthyophiidae.

## Répartition
Cette espèce est endémique des Ghâts occidentaux en Inde. Elle se rencontre jusqu'à 1 500 m d'altitude au Kerala et au Tamil Nadu.

## Publication originale
- Duméril & Bibron, 1841 : Erpétologie générale ou Histoire naturelle complète des reptiles. vol. 8, p. 1-792 (texte intégral).